# 5きげんテレビ
『5きげんテレビ』（ごきげんテレビ）は、テレビ岩手で放送されているローカルワイド番組である。

## 概要
1997年3月3日、『いわて特盛!5きげんテレビ』（いわてとくもり!ごきげんテレビ）として放送開始。夕方の帯番組としては岩手県初のものであり、2019年現在、岩手県で同種の帯番組は民放ではこの番組のみである。2022年3月3日に放送開始25周年を迎えた。
また、2006年6月6日から、地上デジタル放送の試験放送が開始し、ハイビジョンでの放送も開始した。また、番組内で紹介した料理やお店の問い合わせ先などを番組終了後でも確認することができるデータ放送を実施している。
2006年10月2日から、地上デジタル放送開始に合わせてスタジオセットをはじめ、開始当初からのタイトルロゴ・オープニングを一新した。なおタイトルからは「いわて特盛!」が取れ、単に「5きげんテレビ」となった。
同時期に制定された局のキャッチフレーズ「5きげんチャンネル テレビ岩手」（2005年まで使用）にちなんだもので「5きげん」を冠したスピンオフ番組（後述）や局イベント、住宅展示場の展開（5きげんハウジング。終了）も行われ、同局の「看板番組」となっている。なお、木曜日のコーナー「vivaわんだふぉ～」は2006年制定の「わんだふぉ〜! テレビ岩手」にちなむ。
制作しているのは制作部ではなく、報道局に属する『5きげんテレビ部』である。
2024年12月1日、テレビ岩手開局55周年特番『55きげんテレビ - THE BIRTHDAY -』を11:45 - 14:55に放送。

## 放送時間
【月曜日 - 木曜日】 16:45 - 17:53（68分）
【金曜日】 15:50 - 17:53（123分）
番組の前後に特別番組等が入る場合は放送開始時間を変更、または放送時間を短縮して放送。祝日は番組を休止する。北京五輪開催中の2022年2月7日〜18日は10分短縮放送。

### 放送時間の変遷
- 1997年3月3日 - 1998年3月27日 : 16:55 - 19:00（125分）

「ニュースプラス1」「ニュースプラス1いわて」を含んだワイド編成。本編のあと、一旦「プラス1」「プラス1いわて」を放送。19時前に5きげんテレビに戻り、視聴者のFAXを紹介する。なお、それまで報道スタジオから放送していた「プラス1いわて」は、「5きげんテレビ」のセットと統合されたためメインスタジオから放送されるようになった（分離後の現在も『5きげん』と同じスタジオで放送）。
- 1998年3月30日 - 2003年9月26日 : 16:55（→53） - 17:57（55→54→53）（62分→開始・終了時間が少しずつ変動→60分）

「ニュースプラス1」が分離され、「5きげんテレビ」単独番組となる。エンディング後にステーションブレイクがないまま「プラス1」が始まる。
- 2003年9月29日 - 2011年9月30日 : 16:25 - 17:53（→50）（88分→85分）

放送時間を約1時間半に拡大。これに伴い、同局で15:55 - 16:55のテレビ東京系列アニメなどを放送していた枠が削減あるいは廃止される。
- 2011年3月22日 - 4月1日 : 15:56 - 17:50（114分）

地震関連情報を伝えるため時間拡大の特別版として放送。
- 2011年10月3日 - 2016年4月1日 : 16:25 - 17:53（88分）

放送時間が3分拡大（「news every.」が17:53 - 18:15と時間変更となったため）。これに伴い、「ニュースプラス1いわて」も時間変更で1分早く18:15開始となった。
- 2016年4月4日 - 2020年10月8日：【月 - 木曜日】15:50 - 17:53（123分）・【金曜日】 16:25 - 17:53（88分）

月 - 木曜日に限り、本番組内包扱いで『news every.』の第1部の冒頭部分ネット 開始のため、放送時間が35分拡大。月 - 木曜日は「ヒルナンデス!」から「ニュースプラス1いわて」まで7時間あまり連続で生放送となる編成となった（「なな・なま」と称する）。金曜日は従前通りの放送時間で放送。
- 2020年10月9日 - 2021年4月2日：【月 - 木曜日】15:50 - 17:53（123分）・【金曜日】 16:50 - 17:53（63分）

金曜日のみ25分短縮して放送。
- 2021年4月5日 - 【月 - 金曜日】16:50 - 17:53 （63分）に変更。これに伴い『news every.』第1部を全日でフルネット放送開始。
- 2022年4月1日 - 【金曜日】15:50 - 17:53（123分）に変更（news every.の第１部の一部をネット開始）。【月 - 木曜日】は変更なし。
- 2024年4月1日 - 『news every.』第1部の終了時刻が5分短縮となったため【月 - 木曜日】16:45 - 17:53（68分）に変更。【金曜日】は変更なし。
- 2025年4月4日 - 【金曜日】放送時間に変更はないが、news every.の第1部の一部ネットを打ち切り全て5きげんテレビの時間枠に変更。

## 出演者
▲をのぞき、すべてテレビ岩手アナウンサー

### 司会[4]
- 岩瀬弘行（2015年3月2日 - メイン司会【月 - 水】）[5]
- 渡邊雄介（2025年4月3日 - メイン司会【木】）
- 渡辺裕太▲（2022年10月7日 - メイン司会【金】。過去に中継出演。2019年2月11日、3月6日、2020年1月17日には、特別MCでスタジオ出演）
- 林将生（2024年10月4日 - メイン司会【金】）
- きぬ▲（2016年6月 - 高橋美佳アナウンサーが産休に伴い就任 。 - サブ司会【月 - 水】）[6]
- 中島あすか（2024年10月3日 - 宮本麗美アナウンサーが産休に伴い就任 。- サブ司会【木】）
- 佐藤亜美（2024年10月4日 - 宮本麗美アナウンサーが産休に伴い就任 。- サブ司会【金】）

### レポーター
- 江口アミ（2013年10月 - 2014年4月、高橋産休時にサブ司会）
- 吉岡伸剛（「わんカメライブ」の時に中継出演）
- 中島あすか
- 高橋美佳▲（元テレビ岩手アナウンサー、2006年4月 - 2013年9月・2014年3月 - 2016年6月、サブ司会。 2016年6月から産休、2017年3月に職場復帰し、2017年4月下旬から天気予報などを不定期に担当。2019年3月に退社したが引き続き出演）
- 穴澤浩二▲（ウェザーニューズ所属の気象予報士、2017年7月より木曜の天気予報をのちに金曜日を担当）
- 磯水菜▲（元テレビ岩手アナウンサーで初代サブ司会、2009年12月にレポーターで復帰、不定期出演）
- 平田純子▲（元テレビ岩手アナウンサーで初代サブ司会、レポーターで復帰）
- 六串しずか▲（ファッションモデル）
- アンダーエイジ▲（よしもと住みます芸人、不定期に中継出演）
- 宮田愛子▲（2017年5月から登場）
- 二宮真佑子▲（元NHK盛岡放送局キャスター、2022年2月15日から登場）
- 鉄神ガンライザー▲（岩手県で展開のローカルヒーロー、2022年4月から登場、イベントの告知コーナー「vivaわんだふぉ～」などに不定期出演）
- 佐藤有希▲
- よこっちピーマン▲（吉本新喜劇所属芸人、不定期に中継出演）
- 相場詩織▲（元静岡朝日テレビアナウンサー、不定期にVTR出演）
- あがいん直▲（岩手ムコ入り芸人）
- 藤井貴彦▲（2024年4月19日 - 元日本テレビアナウンサー、フリーアナウンサー、『news zero』出演のない金曜日などに不定期でスタジオまたはVTR出演）
- 吉田有希▲

### 過去の出演者
| 期間      | 期間       | メイン司会 | メイン司会 | メイン司会      | サブ司会              | サブ司会              | サブ司会              |
| 期間      | 期間       | 月 - 水    | 木         | 金              | 月 - 水               | 木                    | 金                    |
| --------- | ---------- | ---------- | ---------- | --------------- | --------------------- | --------------------- | --------------------- |
| 1997.3.3  | 2001.3.30  | 平井雅幸   | 平井雅幸   | 平井雅幸        | 磯水菜 平田純子       | 磯水菜 平田純子       | 磯水菜 平田純子       |
| 2001.4.2  | 2002.9.27  | 平井雅幸   | 平井雅幸   | 平井雅幸        | 平田純子              | 平田純子              | 平田純子              |
| 2002.9.30 | 2004.10.1  | 平井雅幸   | 平井雅幸   | 平井雅幸        | 小林ゆり子            | 小林ゆり子            | 小林ゆり子            |
| 2004.10.4 | 2006.3.31  | 平井雅幸   | 平井雅幸   | 平井雅幸        | 小林ゆり子 菅原那緒子 | 小林ゆり子 菅原那緒子 | 小林ゆり子 菅原那緒子 |
| 2006.4.3  | 2008.12.26 | 平井雅幸   | 平井雅幸   | 平井雅幸        | 小林ゆり子 高橋美佳   | 小林ゆり子 高橋美佳   | 小林ゆり子 高橋美佳   |
| 2009.1.5  | 2010.3.26  | 平井雅幸   | 平井雅幸   | 平井雅幸        | 高橋美佳 古舘友華     | 高橋美佳 古舘友華     | 高橋美佳 古舘友華     |
| 2010.3.29 | 2013.9.27  | 平井雅幸   | 平井雅幸   | 平井雅幸        | 高橋美佳 川部絢子     | 高橋美佳 川部絢子     | 高橋美佳 川部絢子     |
| 2013.9.30 | 2014.3.28  | 平井雅幸   | 平井雅幸   | 平井雅幸        | 川部絢子 江口アミ     | 川部絢子 江口アミ     | 川部絢子 江口アミ     |
| 2014.3.31 | 2015.2.27  | 平井雅幸   | 平井雅幸   | 平井雅幸        | 高橋美佳 川部絢子     | 高橋美佳 川部絢子     | 高橋美佳 川部絢子     |
| 2015.3.2  | 2016.3.31  | 岩瀬弘行   | 岩瀬弘行   | 岩瀬弘行        | 高橋美佳 川部絢子     | 高橋美佳 川部絢子     | 高橋美佳 川部絢子     |
| 2016.4.1  | 2016.6.24  | 岩瀬弘行   | 岩瀬弘行   | 岩瀬弘行        | 高橋美佳 矢野智美     | 高橋美佳 矢野智美     | 高橋美佳 矢野智美     |
| 2016.6.27 | 2020.3.27  | 岩瀬弘行   | 岩瀬弘行   | 岩瀬弘行        | きぬ 矢野智美         | きぬ 矢野智美         | きぬ 矢野智美         |
| 2020.3.30 | 2021.4.2   | 岩瀬弘行   | 岩瀬弘行   | 岩瀬弘行        | きぬ                  | きぬ                  | 矢野智美              |
| 2021.4.5  | 2022.9.30  | 岩瀬弘行   | 岩瀬弘行   | 渡邊雄介        | きぬ                  | 矢野智美              | 宮本麗美              |
| 2022.10.3 | 2022.9.27  | 岩瀬弘行   | 岩瀬弘行   | 渡辺裕太        | きぬ                  | 宮本麗美              | 宮本麗美              |
| 2024.9.30 | 2025.3.28  | 岩瀬弘行   | 森田雄人   | 渡辺裕太 林将生 | きぬ                  | 中島あすか            | 佐藤亜美              |
| 2025.3.31 | 現在       | 岩瀬弘行   | 渡邊雄介   | 渡辺裕太 林将生 | きぬ                  | 中島あすか            | 佐藤亜美              |

- 舘道直佳（気象予報士、タッチーの天気予報担当、2010年3月まで、第2子妊娠で、秋ごろ出産予定のため産休）
- 中澤麗華（元テレビ岩手アナウンサー、レポーター、現在はフリー）
- 河合耕平（元テレビ岩手アナウンサー、主にレポーター）
- 平井直子（主にレポーター）
- 松山理穂（元テレビ岩手アナウンサー、2016年 - 2017年、2017年3月退社）
- 蔦京平（テレビ岩手アナウンサー、「なな・なまリポート」の時に中継出演）
- あどばるーん▲（お笑いコンビ、不定期にVTR出演）
- 高橋佳代子▲（元テレビ岩手アナウンサー、「岩手おもいっきり○○」のコーナー他担当、VTRとスタジオに出演）
- 月野あみ▲（ライブアイドル、2022年6月9日 - 2023年6月22日、「月野あみのTOKYOあみ〜ご!!」の担当）
- 小林茉里奈▲（セント・フォース所属、フリーアナウンサー、元福岡放送アナウンサー）

## 番組キャラクター
2003年頃から採用し、主に「5きげん占い」や「おや?ツー」のコーナーで登場していた。最近は登場していない。
- ゴー君
- きーちゃん
- げん君
- テレフラワー
- テレピッピ

## 主なコーナー
- オープニング

キャスターの挨拶とトーク（番組内容、きょうの出来事など）をした後にお天気カメラで盛岡市内と沿岸地方（久慈、宮古、釜石、大船渡などから1ヶ所）の様子を天気と共に確認する。
- 先出しプラス1

蔦京平、江口アミが報道センターから最新のニュースとその日の『ニュースプラス1いわて』の内容を伝える。
- 新電話クイズ → でんわクイズ（2007年4月 - ）

従来の市町村関連に加え、県内の企業やお店などからジャンルに関係なく問題が出題され、従来の口答方式から選択方式（3択又は○×）に変わった。従来と違い後半にヒントは出ない。
テレビ岩手公式アプリ「てれリンク」を使用した参加も開始した。
番組終盤に電話クイズの抽選1日4名（てれリンク回答者:2名、電話回答者:2名）当選者発表を行う。
- 5きげんクッキング

毎日異なる先生によって料理が作られている。放送後にYouTubeテレビ岩手公式チャンネルにて配信。
- タッチーの5きげん天気 → 5きげん天気予報

気象予報士の舘道直佳（番組内で通称タッチー）が、番組の前半と後半にあすの天気予報を伝え、後半ではタッチパネルを使って天気を伝えていたが、2010年3月に産休で降板。降板後は、川辺絢子アナ、高橋美佳アナ、男性アナが担当した。現在は、テレビ岩手のアナウンサー、穴澤浩二（木曜のみ）が担当。
- 5きげん占い → ガンジロー占い

誕生月で明日（金曜日は週末）の運勢をランク付けで紹介する。以前は番組キャラクターが担当していたが現在はテレビ岩手公式キャラクターガンジローが担当（cv:高橋美佳）。
- ちょペット天国（パラダイス）（月曜日）

犬・猫等の動物の紹介やしつけの仕方などを紹介や、我が家のペットを自慢するコーナーなどの、ペット専門コーナー。
- 5きげんなお取り寄せ「んめぇ～もん」→「すげぇ～もん」

毎週月曜、日本全国のお取り寄せグルメを紹介する。テーマの都道府県はコーナー終了前に岩瀬弘行がガチャガチャで決める（以前はあみだくじ、日本地図へダーツを当てて決めていた）
- おや?ツー（木曜日）
- もくスペ（木曜日）

木曜日にちょっとスペシャルな物・場所を取材する。
- きんトク（金曜日）

金曜日におトクな内容を伝える。
- 昭和レトロ館
- 5きげん女子部
- 5ォ5ォIWASE
- 教えて!法律相談
- 5きげんリクエストこたえ隊

いずれも視聴者からリクエストのあったものを特集する。
- 5きげん中継（主に金曜日）

主に老人ホーム・ホームセンター・ドラッグストアなどから中継。
- 5きげんさいころゲーム（幼稚園や小学校などから中継）（主に木曜日）

2分間の間に、参加者全員で順番にさいころを振って「5きげんTV」の文字をそろえる。
- 5きげん知恵袋（金曜日）

週替わりで野菜博士・果物博士・魚博士（3人共それらの関係者）が、旬の野菜・果物・魚について食べ方などを紹介する。博士は週替わりで似顔絵の描いたTシャツを着用している。放送後にYouTubeテレビ岩手公式チャンネルにて配信。
- イオンモール盛岡イオン探検隊（月曜日）

女性アナまたはレポーターが、イオンモール盛岡内の専門店などを毎週紹介する。
- vivaわんだふぉ～（木曜日）

テレビ岩手本社ロビーから県内の催し物の宣伝を行う。
- 宗&雅ど〜なknow? → 宮城・岩手ど〜なknow?（毎週水曜日）

ミヤギテレビ「OH!バンデス」と中継を結び、宮城・岩手両県内の名産品や観光スポットなどを取材して隔週交互に紹介し合う。2009年8月12日まではテレビ岩手からの映像を含めて全編4:3の標準画質だった（ハイビジョン回線が未開通だったため）。2020年7月からVTRによる情報交換となっていたが、2023年7月、中継による紹介を再開。

### 終了または不定期となったコーナー
- 5きげん@なまてれ（2008年4月より月2回・前月までは毎月第3金曜日）（2005年4月から2009年3月まで）

青森放送「@なまてれ」と中継を結ぶ。このコーナーは、TVIからの映像は16:9のハイビジョン画質で放送するが、青森放送からの映像は放送回線の都合により4:3の標準画質となっている。
- ピヨピヨ探検隊

県内の幼稚園の紹介や園児の生活を紹介
- なんだりかんだり
- 5きげん生活百科
- わが町自慢電話クイズ（2007年3月まで）

県内市町村の関係者などが県人でもあまり知らない事からクイズを出題し、電話で解答する。番組後半にヒントが出る。
- 5きげんこまち通信（毎月最終金曜日、2008年3月まで）

秋田放送「ゆうドキっ!」と中継を結ぶ（ABSワイドゆう時代から続いていた）。
- あす（週末）の開運の扉
- 5きげんな子育てがし隊

磯水菜が担当する子育て応援コーナー
- 雅さんのコレ食べたい

毎週金曜、県内の食堂などのおいしいものを紹介し、最後にスタジオでその料理を試食する。
- 5きげんレンタ10（洋画編と邦画編を隔週で発表）

レンタルビデオ店のゲオ調べによるDVDレンタルベスト10を発表。その内、2作品をPick Upして紹介。 他
- 全国ぐるっと味めぐり
- 岩手おもいっきり○○

高橋佳代子が、岩手の様々な場所を取材する。
- 村上弘明の三陸ぶらり旅（2021年1月25日 - 1月28日、4日間連続放送）
- 月野あみのTOKYOあみ〜ご!!

## 5きげんキャラバン
2009年4月から開始。テレビ岩手のスタジオを飛び出して、中継先から放送を行う。
2010年度も特に2010年2月28日の津波被害にあった県南部を中心にキャラバンの回数を増やして放送することが発表され、第1回の放送は、4月16日に昨年度と同じ北上市の展勝地で放送されることも併せて発表された。

## 備考
- 2008年3月31日から、ステレオ放送になった。
- 災害・事件などの重大なニュースが発生した場合は、『news every.・第2部』（16:50 - 17:53）を臨時で同時フルネットする場合がある。
- 2015年3月29日からリニューアルによりタイトルロゴとテーマ曲、BGMを大幅に変更した。テーマ曲は1997年3月の放送開始から使用のものから初めての変更となった。
- 2021年4月5日からリニューアルにより一部テロップ[9]、テーマソングを変更。臼井嗣人が担当している。
- 祝日や年末年始などで番組を休止する場合がある。その際は「ニュースプラス1いわて」も休止になる場合がある[10]。

## スピンオフ
- 5きげんどようび - 2017年7月開始。毎週土曜 9:53 - 10:25、生放送。メインMC：中島あすか（テレビ岩手アナウンサー）、MC：磯水菜（元テレビ岩手アナウンサー）、MC：斉藤世梨亜。「5きげんテレビ」のタイトルとスタジオを使用しているが、こちらは前番組の「わくわくDokaaaan!」と同じようにインフォマーシャルを中心としている。